# سبنه، سوریه
سبنه (به عربی: سبنة) یک روستا در سوریه است که در استان ریف دمشق واقع شده‌است. سبنه ۹۴ نفر جمعیت دارد.